# Глен (тауншип, Миннесота)
Глен (англ. Glen) — тауншип в округе Эйткин, Миннесота, США. На 2000 год его население составило 442 человека.

## География
По данным Бюро переписи населения США площадь тауншипа составляет 94,8 км², из которых 87,5 км² занимает суша, а 7,3 км² — вода (7,68 %).

## Демография
По данным переписи населения 2000 года здесь находились 442 человека, 207 домохозяйств и 145 семей.  Плотность населения —  5,1 чел./км².  На территории тауншипа расположено 563 постройки со средней плотностью 6,4 построек на один квадратный километр. Расовый состав населения: 99,32 % белых, 0,23 % азиатов, 0,23 % — других рас США и 0,23 % приходится на две или более других рас. Испанцы или латиноамериканцы любой расы составляли 0,45 % от популяции тауншипа.
Из 207 домохозяйств в 14,5 % воспитывались дети до 18 лет, в 62,3 % проживали супружеские пары, в 3,4 % проживали незамужние женщины и в 29,5 % домохозяйств проживали несемейные люди. 25,1 % домохозяйств состояли из одного человека, при том 14,0 % из — одиноких пожилых людей старше 65 лет. Средний размер домохозяйства — 2,14, а семьи — 2,51 человека.
15,8 % населения — младше 18 лет, 2,9 % — в возрасте от 18 до 24 лет, 20,1 % — от 25 до 44, 34,6 % — от 45 до 64, и 26,5 % — старше 65 лет. Средний возраст — 52 года. На каждые 100 женщин приходилось 110,5 мужчин.  На каждые 100 женщин старше 18 приходилось 106,7 мужчин.
Средний годовой доход домохозяйства составлял 32 500 долларов, а средний годовой доход семьи —  41 875 долларов. Средний доход мужчин —  24 545  долларов, в то время как у женщин — 21 250. Доход на душу населения составил 21 908 долларов. За чертой бедности находились 3,7 % семей и 6,5 % всего населения тауншипа, из которых 5,2 % младше 18 и 3,5 % старше 65 лет.